# Zweifarben-Gecko
Cnemaspis selenolagus ist eine Schuppenkriechtier-Art aus der Familie der Geckos. Der Artzusatz selenolagus leitet sich von den griechischen Wörtern „selene“ (σελήνη) für „Mond“, und „lagos“ (λαγός) für „Hase, Kaninchen“ ab und bedeutet wörtlich „Mondhase“. Der „Mondhase“ (Hase im Mond, Rabbit in the Moon) bezieht sich auf den Namen der thailändischen „Rabbit in the Moon Foundation“ in Anerkennung um die „Bemühungen der Stiftung in der Umwelterziehung und im Naturschutz in Thailand und in Anerkennung ihrer Hilfe und Unterstützung bei der Organisation unserer Feldforschung in der Region Suan Phueng“. Die Autoren der Erstbeschreibung empfehlen den Vernakularnamen Suan Phueng Rock Gecko, The Reptile Database verwendet auch Moon Rabbit Rock Gecko.

## Merkmale
Die maximale Kopf-Rumpf-Länge von Cnemaspis selenolagus ist 36,2 mm (Paratypus, der Holotypus ist mit 33,8 mm etwas kleiner). Die Länge des Schwanzes des Paratypus beträgt 36,3 mm, der Schwanz des Holotypus ist unvollständig. Bei beiden Tieren handelt es sich um adulte Männchen die einander ähneln und ähnlich gefärbt sind, allerdings sind neben der Länge die Anzahl der Tuberkel neben der Wirbelsäule (beim längeren Paratypus höher) und die Anzahl Oberlippenschilde (beim Paratypus kleiner) unterschiedlich. Der Körper ist robust und nicht gestreckt. Die kleinen, schwach gekielten Rückenschuppen sind am ganzen Körper etwa gleich groß, durchsetzt mit zufällig verteilten, großen, mehrfach gekielten Tuberkeln. Brust- und Bauchschuppen sind glatt, flach und dachziegelähnlich angeordnet.
Die Grundfarbe des Kopfes, des vorderen Teils des Rumpfes und der vorderen Gliedmaßen ist orangegelb, die der hinteren Körperhälfte grau. Neben der Wirbelsäule befinden sich am vorderen Teil des Körpers gut erkennbare gelbliche Markierungen, die abrupt am hinteren Teil des Körpers eine graue Färbung annehmen, sich bis zum Schwanz fortsetzen und dort in graue Bänder übergehen. Die Gliedmaßen sind mit diffusen dunklen und hellen, nur wenig verbundenen Bändern marmoriert, der Bauch ist fleckig beige.

## Verbreitung, Lebensraum und Lebensweise
Stand 2020 ist Cnemaspis selenolagus nur von den Fundorten des Holo- und Paratypus bekannt. Beide wurden in der westthailändischen Provinz Ratchaburi im immergrünen tropischen Bergwald von Khao Laem im Suan Phueng Distrikt gesammelt. Der Holotypus in einer Höhe von 990, der Paratypus in einer Höhe von 715 m Höhe über dem Meeresspiegel.
In Bezug auf ihr Habitat ist die Art wenig spezialisiert. Sie lebt auf Granitfelsen und Steinen sowie auf den Stämmen großer Bäume. Am Tag sind die Tiere durch ihre Färbung gut geschützt, die Färbung ähnelt der Farbe der Flechten und trockenen Moose die die Felsen und Baumstämme bewachsen. Beobachtet wurden die Tiere häufig nachts, wenn sie in den Spalten großer Felsbrocken oder unter der Rinde großer Bäume Schutz suchten, meist in feuchten Gebieten in der Nähe von Bächen in felsigem Gebiet, die tagsüber im Schatten liegen.